# Син Кара
Хосе Хорхе Арриага Родригес (англ. Jose Jorge Arriaga Rodriguez, род. 5 августа 1977, Эль-Пасо, Техас) — мексикано-американский рестлер. Он наиболее известен по своей работе в WWE под именем Син Кара, где он был вторым и самым продолжительным рестлером, использовавшим это имя.
До подписания контракта с WWE он выступал под именем Мистико, под которым он работал в Lucha Libre AAA Worldwide и различных независимых организациях в США и Мексике. В это время популярность рестлера Мистико росла, и поскольку CMLL изначально владела юридическими правами на этого персонажа, Арриаге пришлось сменить имя на Мистико де Хуарес, а затем на Инкогнито, под которым он выступал в таких промоушенах, как Chikara, Total Nonstop Action Wrestling и National Wrestling Alliance.
Арриага подписал контракт с WWE в 2009 году и дебютировал в основном ростере в 2011 году как Син Кара, временно заменив первоначального исполнителя этого персонажа, которым был Луис Уриве. После возвращения Уриве между ними началась сюжетная линия, в которой Арриага надел черную маску, а в комментариях его стали называть Сином Карой Негро. Впоследствии Арриага проиграл матч «Маска против маски» против Уриве и стал выступать без маски под именем Унико. В 2013 году, после ухода Уриве, Арриага вновь выступил в роли Син Кара. В отличие от Уриве, образ Син Кара в исполнении Арриаги был двуязычным, поскольку Арриага вырос в США, поэтому умел говорить как на испанском, так и на английском, и делал это в зависимости от целевой аудитории, в то время как Уриве не знал английского. В сентябре 2014 года Арриага выиграл командное чемпионство NXT. Он покинул компанию в декабре 2019 года.

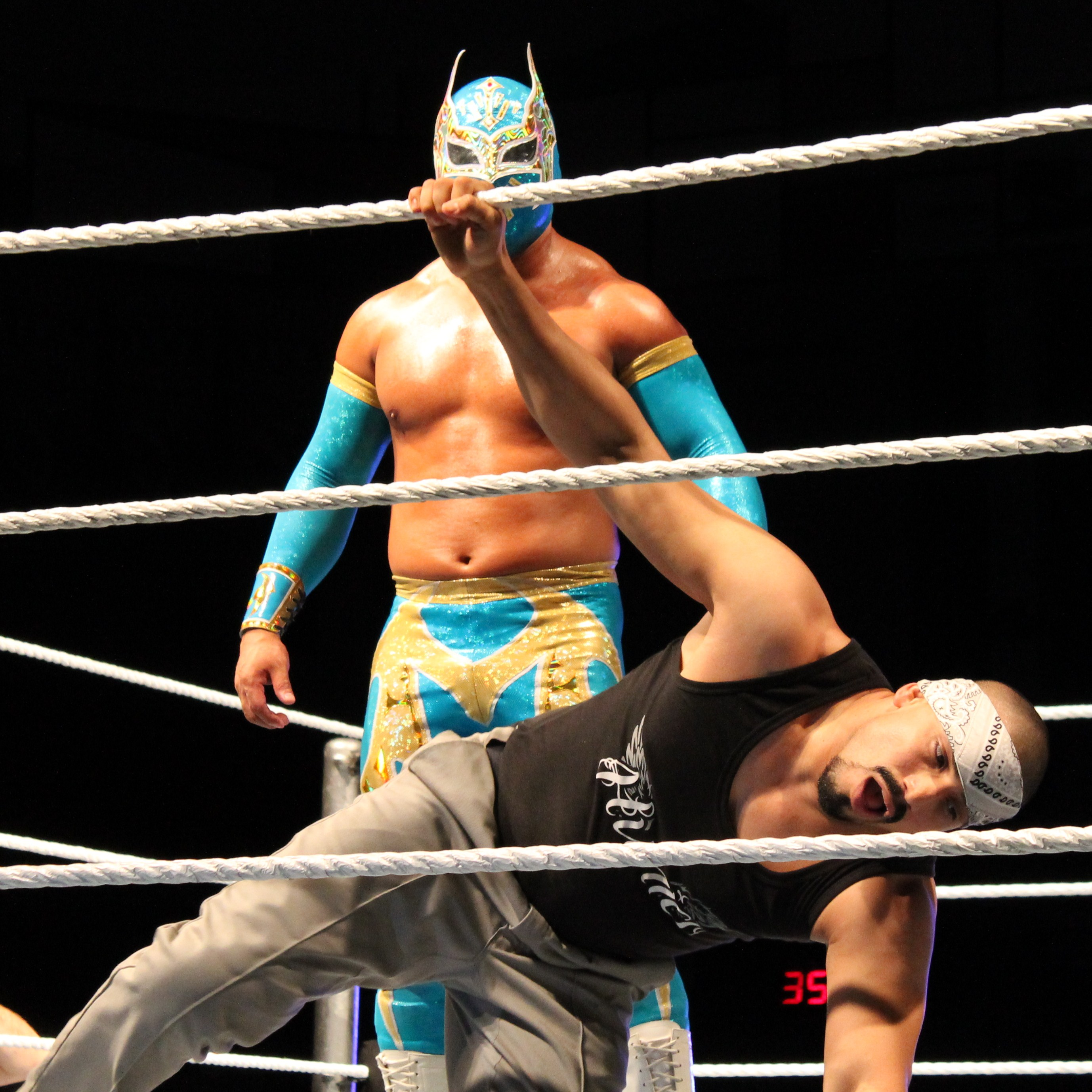
Арриага в образе Унико во время матча с оригинальным Син Карой (Луис Уриве)

## Титулы и достижения
- Chikara
  - King of Trios (2008) — с El Pantera и Lince Dorado[4]
  - Rey de Voladores (2008)[5]
- Florida Championship Wrestling
  - FCW Florida Tag Team Championship (2 раза) — с Орландо Колоном[6][7]
- Pro Wrestling Illustrated 
  - PWI ставит его под № 296 в списке 500 лучших рестлеров 2011 года
  - PWI ставит его под № 93 в списке 500 лучших рестлеров PWI 500 2012 года[8]
- World Wrestling Association
  - WWA Middleweight Championship (2 раза)[9]
- World Wrestling Entertaiment
  - Командное чемпионство NXT (1 раз) — с Калисто